# Рукис
«Ру́кис» (латыш. Rūķis; в буквальном переводе «Гном», в данном контексте — «Труженик») — художественный кружок, состоявший из латышских студентов, художников и музыкантов, выходцев из Прибалтийского края. Работал в Санкт-Петербурге в конце XIX — начале XX века.

## История
Кружок появился на рубеже 1880-х — 1890-х годов, с появлением станковой живописи обучавшихся в Санкт-Петербурге многочисленных латышских художников.
Членами кружка в разные годы были: студенты и выпускники Императорской Академии художеств в Санкт-Петербурге — Адам Алкснис, Вильгельм Пурвитис, Янис Розенталс, Янис Тилбергс, Янис Валтерс, Центрального училища технического рисования барона А. Л. Штиглица — Эдуард Бренценс, Карлис Бренценс, Буркард Дзенис, Янис Куга, Юлий Мадерниекс, Густав Шкилтерс, Теодор Залькалнс, Рихард Зариньш, Рудольф Пельше, Юлий Страуме; Санкт-Петербургской консерватории — Эмил Дарзиньш, Петерис Пауль Йозуус, Андрей Юрьянс, Альфред Калниньш и живущие в Санкт-Петербурге латышские художники Артур Бауманис, Петерис Балодис, Рудольф Перле, Эрнест Зивертс.
Большая роль в объединении группировавшихся вокруг кружка художников, принадлежала идейному вдохновителю и руководителю «Рукиса» Адаму Алкснису. Члены кружка разделяли взгляды о национальной самобытности латышского искусства. В их работах, созданных в традициях русской реалистической живописной школы, стали преобладать сюжеты из латышской истории, фольклорные и этнографические мотивы. Члены кружка считали, что должны жить и работать в гуще латышского народа, поднимать его самосознание и культуру.
Наиболее ярко это выразилось в известных картинах Яниса Розенталя «Из церкви» (1894), «Возвращение с кладбища» (1895); Адама Алксниса «Портрет отца», «На работу», «У колодца», «Переправа»; Яниса Валтерса «За прялкой» (1896), «Витьё верёвок» (1897).
Долгое время члены кружка проводили множество мероприятий, ими устраивались тематические выставки, проводилось публичное чтение рефератов, устраивались дискуссии. Заметным явлением общественной и культурной жизни тех лет стала художественная выставка, открытая в 1896 году в Риге как часть экспозиции Латвийской этнографической выставки, приуроченной к Х Всероссийскому съезду археологов. Фактически эта выставка ознаменовала рождение латышской национальной живописи.
Во второй половине 1890-х годов работа кружка ослабла, так как его основатель Адам Алкснис был вынужден в 1892 году прервать обучение в Императорской академии художеств и вернуться на родину, в Руйиену. В 1900 году Я. Р. Тилбергом и Б. Дзенисом была предпринята попытка возобновления творческой деятельности, но по ряду причин это не принесло желаемого результата. В 1910 году деятельность кружка была завершена.